# Сакупљање поштанских марака
Прва поштанска марка изашла је 6. маја 1840. године, а већ идуће године (1841) у огласнику лондонског Тајмса објављена и прва вест о сакупљању марака (марке су биле сложене у неку врсту тапета и служиле су за декорацију). Проучавање историје марака и појединости су вези са њима (врсте папира, штампарске технике, начин перфорације (зупчања), лепка, жигосања и сл.) почиње око 1860. године. Први каталози (1861) и албуми (1862) објављени су у Француској. Први филателистички часопис изашао је 1861. у Енглеској.
Први сакупљачи тежили су да сакупе што већи број различитих марака које су излазиле у свету, било жигосаних или нежигосаних. Такво тзв. генерално сабирање почело се порастом броја издања, ограничавати на на марке које се издају на једном континенту, у групи држава, или једној држави. Неки су сакупљали само жигосане, а други само нежигосане марке. Убрзо се развило и тзв. специјализовање тј. сакупљање на основу разлика у папиру, у нијансама боје, у зупчању, погрешака у штамши и сл. Врло привлачан начин сабирања је и сврставање марака по тематици (тематске збирке) према мотивима који су приказани на маркама (флора, фауна, спорт, фолклор, уметничка дела, космос, аутомобили, бродови, авиони и сл.) или према поводу појединих издања (авионске марке, марке Црвеног крста, Олимпијске марке, Светских првенстава и сл.).
Пригодне коверте су ново издање марака које су жигосане датумом пуштања у промет тзв. Коверта првог дана (енгл. First Day Covers, FDC). У тематске збирке се обично сврставају само нежигосане марке.
Данас када многа издања, нарочито пригодна, не служе само за франкирање поштанских пошиљака, него су постале и средство пропаганде, дневно се налазе и нова подручја сакупљања.
Филателија није само разонода него има привредни и културни значај. Сакупљање марака пружа прилику за стицање многих информација о географији, историји, привреди, култури неке земње, а развија и неке позитивне навике као прецизност, систематичност, естетски укус. Данас се филателија у неким земљама предаје као помоћни (додатни) наставни предмет.
Филателистичка вредност марака одређује степен реткости, потражње и квалитета марке (марка мора бити без оштећења, добро центрирана, тј подједнаких ивица, ако је нежигосана, не сме имати оштећено лепило (гуму), ако је жигосана, жиг не би требало да покрива њен естетски утисак.
Бројни сакупљачи (филателисти) се организују у филателистичка друштва или клубове, а ова најчешће у регионале и државне савезе који су већином чланови Међународне филателистичке федерације (Fédération internationale de philatélie, FIP). Филателистичке организације приређују изложбе, издају филателистичку литературу, најчешће часописе (библиотека Royal Philatelic Society у Лондону има више од 200.000 књига и периодике, почевши од 1860. године). Филателистичка друштва обично оганизују размену марака путем које, уз куповину директно на пошти или у специјализованим продавницама или аукцијама филателисти допуњују старе или праве нове збирке.

## Занимљивости
- прва поштанска марка штампана је 6. маја 1840. године у Енглеској
- Употреба поштанских марака у Србији предвиђена је законом из фебруара 1866. да почне 1. (13. по новом) маја 1866, али је закаснила због кашњења Бечке штампарије где су штампане, па су пуштене у оптицај 1.(13) јула 1866.
- на првим маркама у Србији валута је била 1 грош=40 пара. Од 1880. 1 динар (100 пара).
- Србија је била једна од 22 земље света које су на састанку у Берну потписале конвенцију о оснивању данашњег Светског поштанског савеза.
- прво друштво за сакупљање поштанских марака поред сакупљања старог новца, основано је у САД (Омнибус клуб) 1856.
- прво друштво које се бавило искључиво сакупљањем марака основано је 1. маја 1866. у Новом Браушвајгу.
- прва филателистичка организација не територији бивше Југославиије основана је 1890. год. у Дубровнику (Società Philatelia)
- прва филателистичка организација у Србији основана је 1. септембра 1919. године у Београду, „Српско филателистичко друштво“
- прве дописне карте увела је Аустрија 1. октобра 1869. године
- прво издање српских дописних карата пуштено је у оптицај 13. јула 1873;
- прве илустроване дописнице употребио је Јоца Манојловић, издавач листа „Змај“ 1871.
- први албум за марке издат је 1862. у Лајпцигу
- најстарија трговина маркама била је једна мала књижара у Њујорку из 1860. год.
- најстарији каталог марака на свету издат је 17. септембра 1861. у Стразбуру на немачком као литографски преглед свих дотад познатих марака
- Први филателистички лист на свету издала је 15. децембра 1862. на енглеском трговина E.Moor& Co. у Ливерпулу
- Најстарија филателистичка дела у Југославији су из 1879., Оскар Симић: „Жиће дра Алфреда Мошкана и почеци филателије у Хрватској
- први југословенски филателистички часопис „Балкан“ изашао је у Загребу 5. октобра 1918
- прво значајно филателистичко дело је Историја поштанских марака Србије од Е. Дерока, издање Југословенског филателистичког савеза Београда из 1940. године.